# Triumfetta indurata
Triumfetta indurata är en malvaväxtart som beskrevs av William Wayt Thomas och R. Mcvaugh. Triumfetta indurata ingår i släktet triumfettor, och familjen malvaväxter. Inga underarter finns listade i Catalogue of Life.